# Eleocharis kuroguwai
Eleocharis kuroguwai är en halvgräsart som beskrevs av Jisaburo Ohwi. Eleocharis kuroguwai ingår i släktet småsäv, och familjen halvgräs. Inga underarter finns listade i Catalogue of Life.

## Bildgalleri

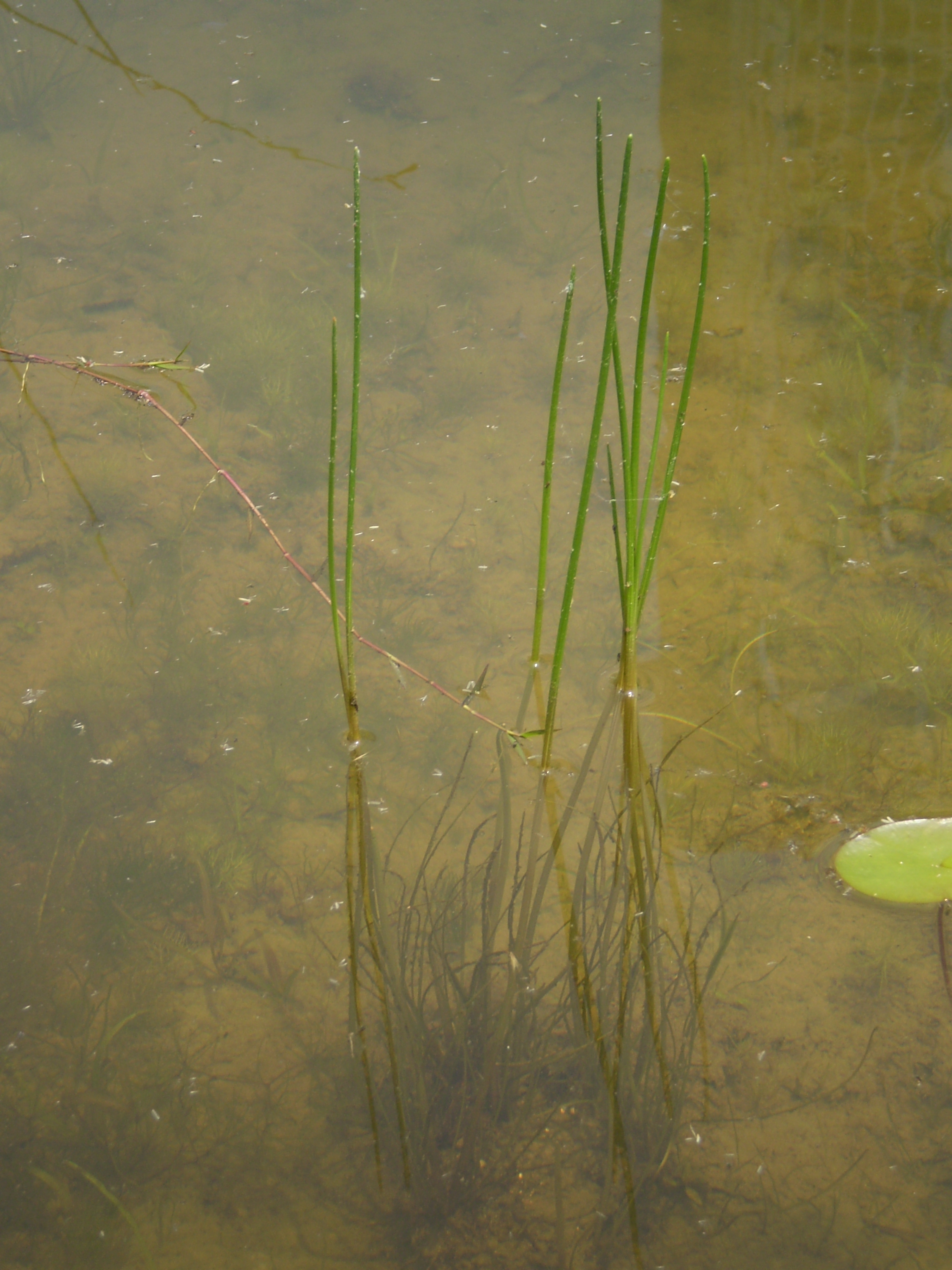